# Philodromus latrophagus
Philodromus latrophagus är en spindelart som beskrevs av Levy 1999. Philodromus latrophagus ingår i släktet Philodromus och familjen snabblöparspindlar.
Artens utbredningsområde är Israel. Inga underarter finns listade i Catalogue of Life.